# Orbita

Dwa ciała orbitują wokół środka masy układu

Orbity zamknięte: a) eliptyczna, b) kołowa oraz orbity otwarte: c) paraboliczna i d) hiperboliczna

Orbita – tor ciała poruszającego się pod wpływem ciążenia, np. ciała niebieskiego lub sztucznego satelity. W Układzie Słonecznym Ziemia, inne planety, planetoidy, komety i mniejsze ciała poruszają się po swoich orbitach wokół Słońca. Z kolei księżyce krążą po orbitach wokół planet macierzystych.
Orbity dwóch ciał przyciągających się tylko siłą grawitacji daje się wyznaczyć z newtonowskich praw ruchu. Można w ten sposób opisać ruch większości planet Układu Słonecznego. W przypadku dużych mas położonych blisko siebie lub poruszających się ze znacznymi prędkościami konieczne jest zastosowanie ogólnej teorii względności. Przykładem może być tutaj Merkury, którego ruch orbitalny odbiega na tyle od praw newtonowskich, że jest to widoczne w pomiarach astronomicznych.
Izaak Newton podał analityczne rozwiązanie równań ruchu dla układu dwóch punktów materialnych oddziałujących pomiędzy sobą siłą grawitacji. Uzyskano też rozwiązanie dla płaskiego, ograniczonego problemu trzech ciał (rozwiązanie Lagrange’a); dla większej ilości ciał ścisłe rozwiązanie analityczne jest niewyprowadzone.
Ciała poruszają się wokół wspólnego środka masy. Staje się to wyraźnie widoczne, gdy masy ciał są porównywalne jak to ma miejsce w przypadku np. gwiazd podwójnych. Gdy jedno ciało jest znacznie masywniejsze niż pozostałe (jak np. Słońce w Układzie Słonecznym), wówczas środek masy układu znajduje się bardzo blisko środka najmasywniejszego składnika układu. Można wówczas w przybliżeniu opisywać ruch ciała o mniejszej masie tak, jakby krążyło ono wokół nieruchomego ciała masywniejszego.
W przypadku dwóch kulistych ciał (lub ciał na tyle małych w stosunku do odległości pomiędzy nimi, że można je traktować jako punkty materialne), orbita jest krzywą płaską (jedną z krzywych stożkowych). Orbita może być otwarta (wtedy ciało nie powraca) lub zamknięta (ciało powraca), co zależy od całkowitej energii (kinetycznej + potencjalnej) układu.
Otwarte orbity mają kształt hiperboli (czasem bardzo bliskiej paraboli); ciała zbliżają się na chwilę, zakrzywiają swój tor w pobliżu siebie – najbardziej w punkcie największego zbliżenia; następnie oddalają się od siebie na zawsze. W ten sposób poruszają się niektóre komety, tzw. jednopojawieniowe.
Zamknięte orbity mają kształt elipsy (w szczególnym przypadku okręgu). Punkt, w którym krążące ciało jest najbliżej okrążanego, nazywany jest perycentrum, a gdy jest najdalej – apocentrum. Punkty te mają również swoje własne nazwy ze względu na okrążany obiekt, np. dla gwiazd jest to peryastron i apoastron, a dla księżyców peryselenium i aposelenium. Nazwy takie istnieją również dla konkretnych ciał niebieskich, np. dla Ziemi jest to perygeum i apogeum, a dla Słońca peryhelium i aphelium.
Nazwy takie tworzone są również dla planet (więcej w artykułach perycentrum i apocentrum).
Krążące po zamkniętych orbitach ciała powtarzają swój ruch po elipsie w stałych odstępach czasu. Ten ruch jest opisany empirycznymi prawami Keplera, które mogą być wyprowadzone matematycznie z praw Newtona.

## Elementy orbity
Punkt materialny poruszający się w trójwymiarowej przestrzeni ma sześć stopni swobody (trzy dla pozycji i trzy dla prędkości). Jego orbita jest dokładnie określona przez sześć niezależnych parametrów. Siódmy parametr pozwala określić chwilowe położenie punktu materialnego na orbicie. Zwykle używa się następujących parametrów:
- {\displaystyle a} – półoś wielka (średnia odległość od centrum),
- {\displaystyle \epsilon } – ekscentryczność (mimośród),
- {\displaystyle i} – inklinacja (nachylenie orbity),
- {\displaystyle \omega } – argument perycentrum (lub {\displaystyle \omega ^{*}} – długość perycentrum dla i = 0° lub i = 180°),
- {\displaystyle \Omega } – długość węzła wstępującego
- {\displaystyle n} – średni ruch dzienny,
- {\displaystyle t_{0}} – moment przejścia ciała przez perycentrum (anomalia średnia w danej epoce {\displaystyle {\frac {t_{0}}{n(t_{0}-T)}}} albo wartość {\displaystyle \epsilon =\omega ^{*}+n(t_{0}-T)}).

Równanie biegunowe elipsy ma postać:
{\displaystyle r={\frac {a(1-\epsilon ^{2})}{1+\epsilon \cos(\phi )}},}
skąd łatwo można obliczyć najmniejszą i największą długość promienia wodzącego:
- odległość do perycentrum {\displaystyle r_{p}=a(1-\epsilon ),}
- odległość do apocentrum {\displaystyle r_{a}=a(1+\epsilon ).}

Okres obiegu po orbicie jest dany wzorem:
{\displaystyle P=2\pi {\sqrt {\frac {r^{3}}{G(M_{1}+M_{2})}}},}
gdzie:
{\displaystyle P} – okres orbitalny,
{\displaystyle r} – odległość pomiędzy ciałami,
{\displaystyle M_{1}} i {\displaystyle M_{2}} – masy ciał,
{\displaystyle G} – stała grawitacji.

## Orbity okołoziemskie

Porównanie orbit okołoziemskich.
Kliknij obrazek, aby powiększyć i zobaczyć animację.

Satelity i stacje kosmiczne stworzone przez człowieka zazwyczaj wynoszone są na orbity okołoziemskie (skrótowo używa się określenia „orbita ziemska”, choć ściśle oznacza ono orbitę Ziemi wokół Słońca). Znajdują się one w różnej odległości od Ziemi; ze względu na wysokość nad powierzchnią Ziemi wyróżniane są:
- niska orbita okołoziemska (na wysokości od 200 do 2000 km nad Ziemią),
- średnia orbita okołoziemska (powyżej 2000 km i poniżej orbity geostacjonarnej – 35 786 km),
- orbita geostacjonarna (35 786 km nad równikiem), będąca szczególnym przypadkiem orbity geosynchronicznej,
- wysoka orbita okołoziemska (powyżej orbity geostacjonarnej).